# Martin Davídek (kněz)
Martin Davídek (* 31. prosince 1966, Praha) je český římskokatolický kněz a církevní právník. Od roku 2011 je kanovníkem litoměřické kapituly a od září 2012 působí jako biskupský vikář litoměřické diecéze pro pastoraci. Od 1. července 2016 do 23. prosince 2023 byl generálním vikářem litoměřické diecéze, do února 2024 pak biskupským delegátem ad omnia. Dne 12. dubna 2024 byl jmenován děkanem litoměřické kapituly.

## Životopis

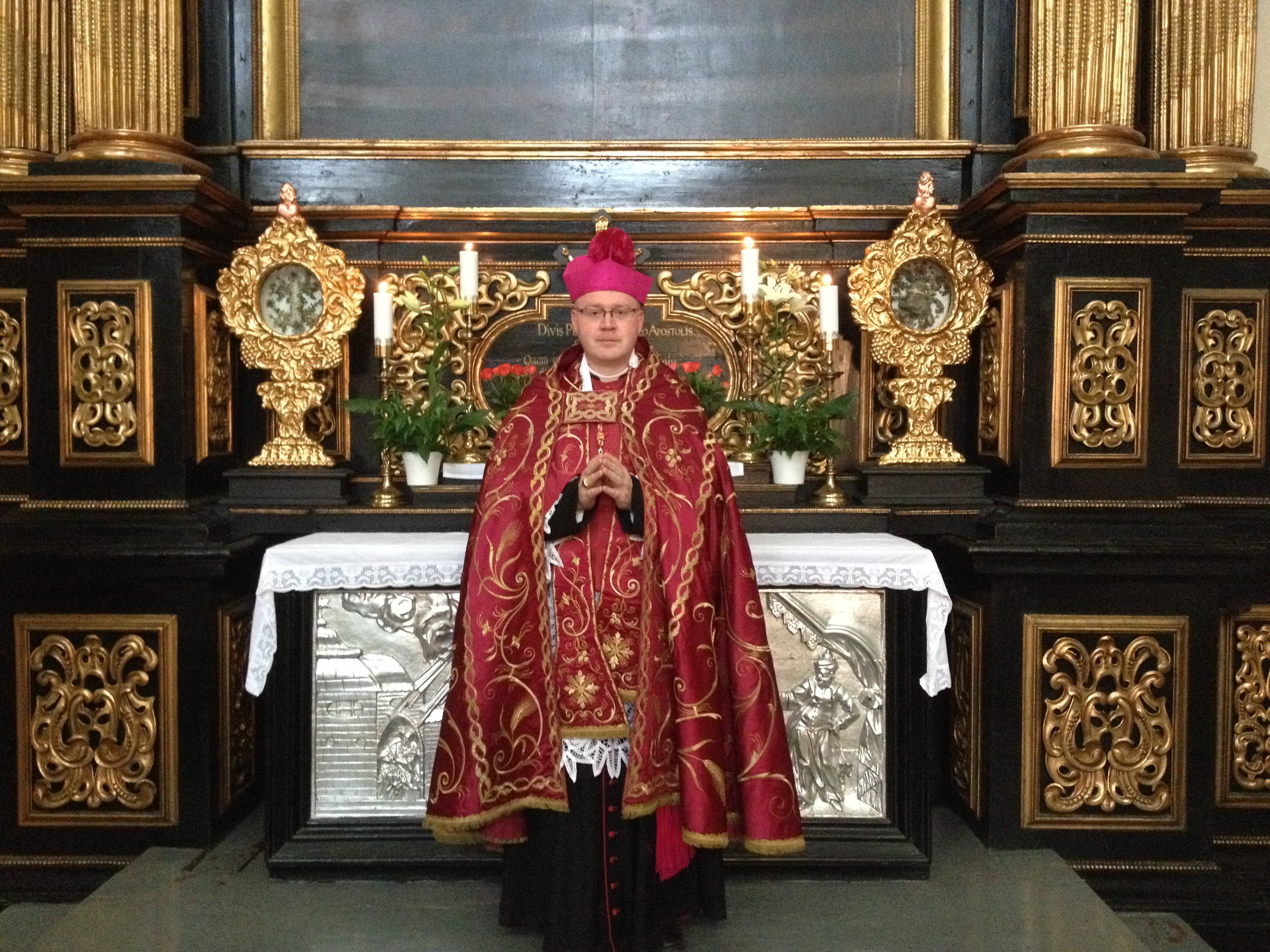
Martin Davídek v pluviálu a s biretem v katedrále sv. Štěpána v Litoměřicích (29. června 2014)

Po absolvování středoškolského vzdělání v oboru typografie (roku 1985) pracoval v tiskárnách a redakčně připravoval knihy i periodika. Od roku 1995 se připravoval na kněžství v Teologickém konviktu v Litoměřicích a následně pokračoval ve studiích na pražské Katolické teologické fakultě Univerzity Karlovy, kterou úspěšně zakončil roku 2001. V tomtéž roce byl vysvěcen na jáhna a působil coby prefekt v teologickém konviktu v Litoměřicích. Vyučoval zde základy teologie. Následujícího roku byl tamtéž vysvěcen na kněze.
Své kněžské působení započal v katedrále svatého Štěpána, kde byl farním vikářem. Současně se stal ředitelem Diecézního domu kardinála Trochty. Roku 2003 přechází z Litoměřic do Děčína, kde se stává správcem farnosti Děčín I. Zde duchovně pečoval i o vietnamskou komunitu z blízkého Hřenska. Ke konci roku 2005 změnil pozici a stal se sekretářem 19. litoměřického biskupa Pavla Posáda a od konce roku 2008 i biskupa Jana Baxanta.
Působil také jako tiskový mluvčí litoměřického biskupství, dále byl členem redakční rady Katolického týdeníku a kaplansky vypomáhal v hospici svatého Štěpána. V letech 2008–09 byl šéfredaktorem časopisu Zdislava. Roku 2009 začal na římské Lateránské univerzitě studovat kanonické právo a tato studia dokončil roku 2012.
Od 1. února 2013 do 1. ledna 2018 byl administrátorem farnosti Libochovany. Dne 1. března 2013 byl také jmenován soudcem pražského Metropolitního církevního soudu. Od 1. ledna 2015 zastával pozici ochránce spravedlnosti a obhájce svazku v Diecézním soudu litoměřické diecéze.
Od 1. července 2016 vykonával úřad generálního vikáře litoměřické diecéze, jehož předchůdce byl P. Stanislav Přibyl. Od začátku září 2016 byl v souvislosti s převzetím úřadu generálního vikáře uvolněn ze všech funkcí u obou církevních soudů. V březnu 2024 jej ve funkci generálního vikáře vystřídal Radek Jurnečka. 
Dne 12. dubna 2024 jej 21. litoměřický biskup Stanislav Přibyl jmenoval děkanem litoměřické svatoštěpánské kapituly. S úřadem děkana kapituly je spojen titul prelát. Po odchodu z funkce generálního vikáře byl ustanoven jako farní vikář na arciděkanství v Ústí nad Labem. S platností od 15. července 2025 pak tuto farnost převzal jako nový arciděkan. Do této funkce byl uveden biskupem Přibylem při bohoslužbě v neděli 20. července 2025.
Martin Davídek je od roku 2011 aktivním editorem české Wikipedie.

## Osobní erb
Blason osobního erbu: Štít s patou. V hlavním modrém poli stříbrný latinský kříž přeložený šikmo stříbrnou kotvou a kosmo planoucím srdcem, nad křížem zlaté zářící Boží oko. V červené patě štítu zlatá hvězda. Pod patou štítu kanovnické signum na řetězu. Vše převýšeno černým kloboukem se šesti střapci.